# Kanatzidisita
La kanatzidisita és un mineral de la classe dels sulfurs. Rep el nom en honor del químic Mercouri Kanatzidis, en honor als seus assoliments i innovacions en la química dels calcogenurs.

## Característiques
La kanatzidisita és un tel·lurur de fórmula química (SbBiS₃)₂Te₂. Va ser aprovada com a espècie vàlida per l'Associació Mineralògica Internacional en el mes de maig de 2023, i publicada pocs mesos després. Cristal·litza en el sistema monoclínic.
L'exemplar que va servir per a determinar l'espècie, el que es coneix com a material tipus, es troba conservat a les col·leccions mineralògiques del Museu d'Història Natural de la Universitat de Florència, a Itàlia, amb el número de catàleg: 3237/i.

## Formació i jaciments
Va ser descoberta a Alsó-Rózsa adit, a la localitat de Nagybörzsöny, dins el districte de Szob (comtat de Pest, Hongria), sent l'únic indret de tot el planeta on ha estat descrita aquesta espècie mineral.